# Tiromancino
Tiromancino es un grupo de rock-pop formado en 1989, liderado históricamente por Federico Zampaglione. Su discografía se comprende de ocho álbumes, siete de los cuales son de estudio y uno más es una recopilación. 
Su música es una sutil mezcla de folk y electrónica. Aunque en sus primeros trabajos su sonido se caracterizaba por una marcada sonoridad de las guitarras acústicas, actualmente su música es una fusión sofisticada de elementos electrónicos y acústicos que dan un resultado veladamente psicodélico. 
El cantautor de la banda, Federico Zampaglione, es el hijo de un reconocido poeta italiano, y por aquel motivo las letras de las canciones muestran una madurez y sensibilidad poco comunes en la música del género producida en Italia. De hecho, Zampaglione ha introducido poesía de su padre dentro de su música.

## Discografía
- 1992 - Tiromancino
- 1994 - Insisto
- 1995 - Alone Alieno
- 1997 - Rosa spinto
- 2000 - La descrizione di un attimo
- 2002 - In continuo movimento
- 2004 - Illusioni parallele
- 2005 - 95-05 (greatest hits)
- 2007 - L'alba di domani